# Klimoptaailing
De klimoptaailing (Marasmius epiphylloides) is een schimmel behoren tot de familie Marasmiaceae. Hij leeft saprotroof op dood blad van Klimop (Hedera helix) in loofbossen, vooral op die plaatsen waar een dichte ondergroei van klimop aanwezig is.

## Kenmerken
De hoed is witachtig. De steel is wit aan de bovenkant en loopt via okergeel naar zwartbruin op de basis. De sporen meten 11-17 × 2-4 µm.

## Verspreiding
In Nederland komt hij vrij algemeen voor.